# Ruth Graisberry
Ruth Graisberry (morte en 1842) est une imprimeuse irlandaise et l'imprimeuse universitaire du Trinity College de Dublin.

## Biographie
Ruth Graisberry est née Ruth McCormack ou McCormick. En mai 1797, elle épouse Daniel Graisberry, fils des imprimeurs Daniel et Mary Graisberry. Le couple a cinq filles. Les Graisberry s'associent avec le beau-frère de Daniel, Richard Campbell, travaillant dans un local de Back Lane à Dublin. À partir de 1807, ils sont nommés imprimeurs universitaires pour le Trinity College de Dublin ; Graisberry imprime exclusivement pour l'université. Après la mort de son mari en février 1822, Graisberry lui succède dans l'imprimerie après une pétition réussie à l'université pour la garder. En cela, elle a le soutien des personnalités du secteur de l'imprimerie à Dublin et cite son besoin de soutenir ses filles et sa mère âgée comme motif pour que l'université continue à l'employer.
Quelque temps avant 1824, les partenaires quittet Back Lane et Graisberry se met en partenariat avec Michael Gill en 1833. Gill est entré dans l'entreprise en tant qu'apprenti à l'âge de 19 ans et a ensuite dirigé la presse universitaire à partir de 1827. Il devient associé à part entière à partir de 1833. Il achète l'entreprise à Graisberry en 1837.
Grasiberry souffre d'une longue maladie lorsqu'elle meurt à une date inconnue située avant le 1er juillet 1842,.
Une partie des registres Graisberry & Campbell de la fin des années 1700 et du début des années 1800 sont détenus par la bibliothèque du Trinity College de Dublin.